# Sergio Blardony
Sergio Blardony (Madrid, 1965) es un compositor español de música clásica contemporánea.

## Trayectoria
Realiza sus estudios superiores de composición con los maestros Roberto Julio de Vittorio y José Luis de Delás. Asiste a clases de composición y análisis con Helmut Lachenmann, Luis de Pablo, Carmelo Bernaola, Javier Darias, Enrico Fubini, Heinz Klaus Metzger, Rainer Riehn, entre otros.
En 1995 gana el primer Premio SGAE de Composición con la obra Jaikus de luz y de sombras: instantes japoneses (1995), para contratenor y ensemble. Como ocurre con otros compositores de su generación, este premio supone el primer paso de una extensa trayectoria creativa en la que recibe otros premios como el Primer Premio "Ciutat de Tarragona", el Shut Up And Listen! Award (Viena, 2014), el Premio "Joaquín Turina", el certamen Laboratorio del Espacio (2016 y 2020) o el New-Music Consortium 2019 de la Universidad del Sur de Florida.
Sus obras, interpretadas en todo el mundo, se encuentran editadas por diferentes editoriales como EMEC (Editora de Música Española Contemporánea), Periferia Sheet Music, Pygmalión, Bèrben Edizioni Musicali, siendo sus principales editores Babel Scores y UME (Unión Musical Ediciones).
Además de su actividad compositiva, Sergio Blardony es impulsor de diferentes proyectos de índole creativa, siendo director de la revista de música y arte sonoro Sul Ponticello, director de EPOS Laboratorio de creación e investigación música-palabra, codirector del ciclo Trashumancias Encuentros Interdisciplinares, codirector del proyecto de creación radiofónica Doble Fondo  y actualmente también comisaría el ciclo internacional del Festival COMA [Inter\Ciclo]. También participa en proyectos relacionados con la educación y las nuevas tecnologías.

## Composición
El catálogo de Sergio Blardony, de más de 100 títulos, abarca todo tipo de música: sinfónica, camerística, para instrumento solo, vocal y coral, electroacústica, audiovisual y escénica. En su obra tiene especial importancia el trabajo con otras disciplinas, en especial la literatura, trabajando sobre todo con textos de poetas de su tiempo como José Luis Gómez Toré (en la obra para voz, orquesta y electrónica Entre dos extremos negros), Andrés Sánchez Robayna (en la obra para clarinete bajo y electrónica Islas: solo es real la niebla) o Pedro Provencio (Himno a la intemperie, para violín y electrónica). Destaca la indagación que el compositor realiza con la poeta Pilar Martín Gila, con la que trabaja de forma conjunta en un gran número de obras en las que el contenido escénico y la electrónica tienen también un importante  papel. El autor concibe esta relación con la palabra poética en la obra musical desde una idea totalizadora, donde el poema puede llegar a articular conceptual y formalmente la música.
También ha colaborado con artistas visuales como Marta Azparren (en piezas como Tracto, Tractos: anatomía del tránsito y a-cronos_u-topos) o con el fotógrafo Eduardo Momeñe (La bujía de Stromboli), en obras para grupo instrumental, electrónica y vídeo.

## Obra (selección)
- Réquiem por el pueblo yugoslavo (1996), soprano y orquesta de cuerda.
- Tensiones (1997), orquesta de cámara.
- Estancias vacías (1997), orquesta.
- Móviles (1998), 6 instrumentos.
- Piedra en reposo (1999), 2 violines con amplificación.
- Tiempo cautivo (2000), orquesta.
- En el cuerpo vacío del presente, un grito (2001), recitación y orquesta de cámara.
- Sulla norte e la follia (2004), violín, violonchelo y piano.
- De ahí, la soledad (2005), recitación y ensemble.
- Il souno del sonno (2006), 12 saxofones y 2 percusionistas.
- El espacio transgredido (2008), ensemble y electrónica, texto de Pilar Martín Gila.
- Metaphors of metal (2009), clarinete, violín y piano.
- Il silenzio svelato (2010), saxofón barítono, piano, percusión y electrónica, textos de Pilar Martín Gila y San Agustín.
- Memoria del viento bajo la arena (2010), saxofón bajo, orquesta de cuerda y percusión.
- Dejó de oírse y fue la mañana (2011), actriz, saxofón soprano y bajo, percusión, grupo vocal y electrónica, texto de Pilar Martín Gila.
- Entre dos extremos negros (2011), recitación, orquesta y electrónica, textos de José Luis Gómez Toré.
- Entre el murmullo y el vuelo (2012), actriz, saxofón soprano y bajo y electrónica, textos de Pilar Martín Gila.
- La bujía de Stromboli (2013-2017), ensemble y electrónica, textos de Pilar Martín Gila, videocreación de Eduardo Momeñe.
- Donde acaba la esfera (2013), ensemble.
- La trayectoria de la sombra (2014), recitación, corno inglés, orquesta y electrónica, textos de Pilar Martín Gila.
- Gospedin Nikto (2015), ensemble y electrónica, obra radiofónica sobre un texto teatral de Paul Celan.
- Himno a la intemperie (2015), violín y electrónica, textos de Pedro Provencio.
- La madre parada (2016), clarinete contrabajo y electrónica, texto de Pilar Martín Gila.
- Sueña el río (2016), clarinete y electrónica, texto de Pilar Martín Gila.
- Aural (2017), clarinete y piano.
- Una historia donde nieva fuera (2017), grupo barroco y electrónica, texto de Pilar Martín Gila.
- Se oye gritar entre sueños (2018), soprano, clarinete bajo y guitarra, textos de Pilar Martín Gila.
- Detrás de los párpados (2018), mezzo soprano, violonchelo, vídeo y electrónica, texto de Pilar Martín Gila.
- Un soplo que vacía el pecho (2018), ensemble, texto de Pilar Martín Gila.
- La desolación está al fondo (2019), 2 guitarras.